# Selecció de futbol de Dinamarca
La Selecció de futbol de Dinamarca és l'equip representatiu del país en les competicions oficials. La seva organització està a càrrec de la Unió Danesa de Futbol (en danès: Dansk Boldspil-Union), pertanyent a la UEFA.

## Estadístiques
- Participacions en Copes del Món = 4 (1986, 1998, 2002, 2010)
- Primera Copa del Món = 1986
- Millor resultat en la Copa del Món = Quarts de final el 1998
- Participacions en Eurocopes = 7
- Primera Eurocopa = 1964
- Millor resultat en l'Eurocopa = Campió (1992)
- Participacions olímpiques = 8
- Primers Jocs Olímpics = 1908
- Millor resultat olímpic =  Medalla d'or (1906)
- Primer partit

| Dinamarca | 9–0 | França B |
| --------- | --- | -------- |
|           |     |          |

 Londres, (Anglaterra)        
- Major victòria

| Dinamarca | 17–1 | França A |
| --------- | ---- | -------- |
|           |      |          |

 Londres, (Anglaterra)        
- Major derrota

| Alemanya | 8–0 | Dinamarca |
| -------- | --- | --------- |
|          |     |           |

 Breslau, (Alemanya)        

## Participacions en la Copa del Món
Campions      Finalistes      Tercers      Quarts
| Historial a la Copa del Món | Historial a la Copa del Món | Historial a la Copa del Món | Historial a la Copa del Món | Historial a la Copa del Món | Historial a la Copa del Món | Historial a la Copa del Món | Historial a la Copa del Món | Historial a la Copa del Món |
| Edició                      | Ronda                       | Posició                     | PJ                          | PG                          | PE                          | PP                          | GF                          | GC                          |
| --------------------------- | --------------------------- | --------------------------- | --------------------------- | --------------------------- | --------------------------- | --------------------------- | --------------------------- | --------------------------- |
| 1930                        | No hi participà             | No hi participà             | No hi participà             | No hi participà             | No hi participà             | No hi participà             | No hi participà             | No hi participà             |
| 1934                        | No hi participà             | No hi participà             | No hi participà             | No hi participà             | No hi participà             | No hi participà             | No hi participà             | No hi participà             |
| 1938                        | No hi participà             | No hi participà             | No hi participà             | No hi participà             | No hi participà             | No hi participà             | No hi participà             | No hi participà             |
| 1950                        | No hi participà             | No hi participà             | No hi participà             | No hi participà             | No hi participà             | No hi participà             | No hi participà             | No hi participà             |
| 1954                        | No hi participà             | No hi participà             | No hi participà             | No hi participà             | No hi participà             | No hi participà             | No hi participà             | No hi participà             |
| 1958                        | No es classificà            | No es classificà            | No es classificà            | No es classificà            | No es classificà            | No es classificà            | No es classificà            | No es classificà            |
| 1962                        | No hi participà             | No hi participà             | No hi participà             | No hi participà             | No hi participà             | No hi participà             | No hi participà             | No hi participà             |
| 1966                        | No es classificà            | No es classificà            | No es classificà            | No es classificà            | No es classificà            | No es classificà            | No es classificà            | No es classificà            |
| 1970                        | No es classificà            | No es classificà            | No es classificà            | No es classificà            | No es classificà            | No es classificà            | No es classificà            | No es classificà            |
| 1974                        | No es classificà            | No es classificà            | No es classificà            | No es classificà            | No es classificà            | No es classificà            | No es classificà            | No es classificà            |
| 1978                        | No es classificà            | No es classificà            | No es classificà            | No es classificà            | No es classificà            | No es classificà            | No es classificà            | No es classificà            |
| 1982                        | No es classificà            | No es classificà            | No es classificà            | No es classificà            | No es classificà            | No es classificà            | No es classificà            | No es classificà            |
| 1986                        | Vuitens de final            | 9s                          | 4                           | 3                           | 0                           | 1                           | 10                          | 6                           |
| 1990                        | No es classificà            | No es classificà            | No es classificà            | No es classificà            | No es classificà            | No es classificà            | No es classificà            | No es classificà            |
| 1994                        | No es classificà            | No es classificà            | No es classificà            | No es classificà            | No es classificà            | No es classificà            | No es classificà            | No es classificà            |
| 1998                        | Quarts de final             | 8s                          | 5                           | 2                           | 1                           | 2                           | 9                           | 7                           |
| 2002                        | Vuitens de final            | 10s                         | 4                           | 2                           | 1                           | 1                           | 5                           | 5                           |
| 2006                        | No es classificà            | No es classificà            | No es classificà            | No es classificà            | No es classificà            | No es classificà            | No es classificà            | No es classificà            |
| 2010                        | Primera fase                | 24s                         | 3                           | 1                           | 0                           | 2                           | 3                           | 6                           |
| 2014                        | No es classificà            | No es classificà            | No es classificà            | No es classificà            | No es classificà            | No es classificà            | No es classificà            | No es classificà            |
| 2018                        | Vuitens de final            | 11s                         | 4                           | 1                           | 3                           | 0                           | 3                           | 2                           |
| 2022                        | Primera fase                | 28s                         | 3                           | 0                           | 1                           | 2                           | 1                           | 3                           |
| 2026                        | Pendent                     | Pendent                     | Pendent                     | Pendent                     | Pendent                     | Pendent                     | Pendent                     | Pendent                     |
| 2030                        | Pendent                     | Pendent                     | Pendent                     | Pendent                     | Pendent                     | Pendent                     | Pendent                     | Pendent                     |
| 2034                        | Pendent                     | Pendent                     | Pendent                     | Pendent                     | Pendent                     | Pendent                     | Pendent                     | Pendent                     |
| Total                       | Quarts de final             | Quarts de final             | 23                          | 9                           | 6                           | 8                           | 31                          | 29                          |

## Participacions en l'Eurocopa
- França 1960 - No es classificà
- 1964 - Semifinals - 4t lloc
- Des de 1968 a 1980 - No es classificà
- França 1984 - Semifinals
- Alemanya 1988 - Primera fase
- Suècia 1992 - Campió
- Anglaterra 1996 - Primera fase
- Bèlgica-Holanda 2000 - Primera fase
- Portugal 2004 - Quarts de final
- Àustria-Suïssa 2008 - No es classificà
- Polònia-Ucraïna 2012 - Primera fase
- França 2016 - No es classificà
- Europa 2020 - Semifinals
- Alemanya 2024 - Vuitens de final

## Jugadors històrics
- Harald Bohr
- Preben Elkjær Larsen
- Thomas Gravesen
- Jesper Grønkjær
- Thomas Helveg
- Brian Laudrup
- Michael Laudrup
- Poul "Tist" Nielsen
- Sophus "Krølben" Nielsen
- Ebbe Sand
- Peter Schmeichel
- Allan Simonsen
- Thomas Sørensen
- Jon Dahl Tomasson
- Marc Rieper
- Morten Olsen
- Jesper Olsen
- Frank Arnesen
- Søren Lerby